# SRV-yhtiöt

SRV Yhtiöt Oyj  est un groupe immobilier et de construction basé à Espoo en Finlande.

## Présentation
Le groupe est composé de la maison mère SRV Yhtiöt Oyj et ses filiales SRV Rakennus Oy, SRV Russia Oy et SRV Infra Oy.
Les filiales du Groupe sont actives dans le domaine de la construction et de la construction d'infrastructures en Finlande, dans les pays baltes et en Russie.

## Actionnaires
Au 31 décembre 2019, le plus importants actionnaires de SRV sont:
| # | Actionnaire           | Actions    | %    |
| - | --------------------- | ---------- | ---- |
|   | Kolpi Investments Oy  | 11 505 457 | 19,0 |
|   | Havu Capital Oy       | 7 617 216  | 12,6 |
|   | Lauri Tapani Kokkila  | 6 494 422  | 10,7 |
|   | Tuomas Tapani Kokkila | 6 494 422  | 10,7 |
|   | Tiiviste-Group Oy     | 6 111 821  | 10,1 |
|   | Nordea                | 1 720 685  | 2,8  |
|   | Valtion Eläkerahasto  | 1 170 000  | 1,9  |
|   | Ilmarinen oy          | 962 822    | 1,6  |
|   | SRV yhtiöt Oyj        | 918 599    | 1,5  |
|   | Varma                 | 716 666    | 1,2  |
|   | total [1-20]          | 47 300 115 | 78,2 |